# Königseggsee
Der Königseggsee ist ein Stillgewässer im Gebiet der baden-württembergischen Gemeinde Hoßkirch im Landkreis Ravensburg in Deutschland. In der Bevölkerung wird der beliebte Badesee auch Hoßkircher See oder abgekürzt Hokisee genannt.

## Lage
Der rund 16 Hektar große Königseggsee, etwa ein Kilometer südöstlich der Hoßkircher Ortsmitte auf einer Höhe von 626,5 m ü. NHN gelegen, gehört naturräumlich zum Oberschwäbischen Hügelland. Er wird heute zu Zwecken der Fischerei und des Badebetriebs genutzt.

## Hydrologie
Der Königseggsee entstand gegen Ende der letzten Kaltzeit vor rund 16.000 Jahren. Sein Einzugsgebiet erstreckt sich auf 245 Hektar. Die Größe der Wasseroberfläche beträgt 15,6 Hektar, bei einer durchschnittlichen Tiefe von 6,4 Meter und einer maximalen Tiefe von 9,6 Meter ergibt sich ein Volumen von rund 994.000 Kubikmeter.
Der Zulauf des Sees erfolgt durch zwei Gräben und Quellen am Grund, der Abfluss über den Seebach und die Ostrach zur Donau und damit zum Schwarzen Meer.

## Ökologie
Seit 1989 sind Hoßkirch sowie Königseggwald, Guggenhausen, Unterwaldhausen und Riedhausen (nur Einzugsgebiet) mit dem Königseggsee am Aktionsprogramm zur Sanierung oberschwäbischer Seen beteiligt. Ein wichtiges Ziel dieses Programms ist, Nährstoffeinträge in Bäche, Seen und Weiher zu verringern und die Gewässer dadurch in ihrem Zustand zu verbessern und zu erhalten.
Das Einzugsgebiet des Sees wird zu 45 Prozent für die Wald- und 50 Prozent für die Landwirtschaft – davon 71 % Grünland und 29 % Ackerland – genutzt.
| Jahr                                     | 1988 | 1995 | 1996 | 2005 | 2011 |
| Gesamt PO4-Phosphor (µg/l)               | 19   | 14   | 15   | 14   | 13   |
| Chlorophyll a (µg/l)                     | 2,3  | 3,2  | 2,5  | 5,0  | -    |
| Chlorophyll a-Spitze (µg/l)              | 6,4  | 7,1  | 4,1  | 19,0 | -    |
| anorganischer Gesamt-Stickstoff a (mg/l) | 1,02 | 1,06 | 1,00 | 0,95 | 0,85 |
| Sichttiefe (m)                           | -    | 3,4  | 3,1  | 2,2  | 2,5  |